# Zeedakpanmos
Het zeedakpanmos (Kurokawia runcinata) is een korstmos behorend tot de familie Physciaceae. Het leeft in symbiose met de alg Trentepohlia.

## Syntaxonomie
Zeedakpanmos is een kensoort van de associatie van gewoon kusttakmos (Ramalinetum siliquosae).

## Verspreiding
In Nederland komt het zeedakpanmos zeer zeldzaam voor. Het staat op de rode lijst in de categorie 'Ernstig bedreigd'.